# Aeroportul Internațional Paris–Charles de Gaulle
Aeroportul Internațional Charles de Gaulle (Aéroport Paris-Charles de Gaulle sau Aéroport de Roissy în franceză, cod IATA: CDG) este cel mai mare aeroport al Franței și printre cele mai mari din Europa. Este situat în localitatea Roissy-en-France, 25 km de la Paris, și este numit după generalul și fostul președinte francez Charles de Gaulle (1890-1970). Aeroportul a fost deschis în 1974.
În 2003, Charles de Gaulle a fost al doilea aeroport în Europe după număr de pasageri, primul fiind Aeroportul Heathrow din Londra, care a avut cu 31,5% mai mult trafic decât CDG. În termen de mișcări de avioane, Charles de Gaulle a fost primul aeroport din Europa, cu 11% mai multe avioane decât Heathrow și 12% mai multe avioane decât Aeroportul Internațional Frankfurt. În termen de trafic de marfă, Charles de Gaulle a fost iarăși pe locul întâi, cu 4,5% mai mult trafic decât Frankfurt și 32,5% mai mult trafic decât Heathrow.
CDG-ul este conectat la rețeaua suburbană pariziană de căi ferate, Réseau Express Régional (RER). Aceasta conectează aeroportul cu toate părțile Parisului și zona sa metropolitană. În plus, există un serviciu de tren de mare viteză TGV care conectează aeroportul direct cu mai multe orașe din Franța, prin rețeaua națională de TGV. Serviciul Thalys oferă trenuri de la Charles de Gaulle direct până la Bruxelles.
Nod principal pentru Air France.
Linii aeriene

## Statistici
|  | Graficele sunt indisponibile din cauza unor probleme tehnice. Mai multe informații se găsesc la Phabricator și la wiki-ul MediaWiki. |

Vezi interogarea Wikidata.

## Linii aeriene și destinații
| Companie aeriene                                  | Destinații |
| ------------------------------------------------- | --- |
| Adria Airways                                     | Ljubljana |
| Aegean Airlines                                   | Atena Sezonier: Heraklion, Rhodos, Salonic |
| Aer Lingus                                        | Cork, Dublin |
| Aeroflot                                          | Moscova–Sheremetyevo |
| Aeroflot operat de Rossiya                        | St Petersburg |
| Aeroméxico                                        | Mexico City |
| Aigle Azur                                        | Algiers, Annaba, Hassi Messaoud, Oran, Tunis |
| Air Algérie                                       | Algiers, Constantine, Oran |
| Air Austral                                       | Saint-Denis de la Réunion |
| Air Canada                                        | Montréal–Trudeau, Toronto–Pearson |
| Air China                                         | Beijing–Capital, Shanghai–Pudong |
| Air Europa                                        | Málaga, Valencia |
| Air France                                        | Abidjan, Abuja, Algiers, Amman–Queen Alia, Amsterdam, Antananarivo, Atena, Atlanta, Bamako, Bangkok–Suvarnabhumi, Bangalore, Bangui, Barcelona, Basel/Mulhouse, Beijing–Capital, Beirut, Berlin–Tegel, Birmingham, Bogotá, Bologna, Bordeaux, Boston, Brazzaville, Brest, București–Otopeni, Budapesta, Buenos Aires–Ezeiza, Cairo, Caracas, Casablanca, Conakry, Copenhaga, Cotonou, Dakar, Delhi, Detroit, Djibouti, Douala, Dubai, Düsseldorf, Fort-de-France, Frankfurt, Freetown, Geneva, Guangzhou, Hamburg, Havana, Ho Chi Minh City, Hong Kong, Houston–Intercontinental, Istanbul–Atatürk, Jeddah, Johannesburg–OR Tambo, Kiev–Boryspil, Kinshasa–N'djili, Kuala Lumpur, Lagos, Libreville, Lima, Lisabona, Lomé, Londra–Heathrow, Los Angeles, Luanda, Lyon, Madrid, Malabo, Manchester (UK), Marsilia, Mauritius, Mexico City, Miami, Milano–Linate, Monrovia, Montevideo, Montpellier, Montréal–Trudeau, Moscova–Sheremetyevo, Mumbai, München, N'djamena, Nantes, Napoli, New York–JFK, Niamey, Nisa, Nouakchott, Osaka–Kansai, Ouagadougou, Panama City (începând cu 25 November 2013), Papeete, Pau, Pointe-à-Pitre, Pointe-Noire, Port Harcourt, Praga, Punta Cana, Rabat, Rio de Janeiro–Galeão, Riyadh, Roma–Fiumicino, St Maarten, St Petersburg, San Francisco, Santo Domingo–Las Américas, Santiago de Chile, São Paulo–Guarulhos, Seul–Incheon, Shanghai–Pudong, Singapore, Sofia, Stockholm–Arlanda, Stuttgart, Tel Aviv–Ben Gurion, Tokio–Narita, Torino, Toronto–Pearson, Toulouse, Tunis, Varșovia–Chopin, Veneția–Marco Polo, Viena, Washington–Dulles, Yaoundé, Wuhan, Yerevan Sezonier: Cancún, Chicago–O'Hare, Cape Town, Figari, Minneapolis/St. Paul |
| Air France operat de CityJet                      | Dublin, Edinburgh, Florența, Newcastle upon Tyne, Torino |
| Air France operat de HOP!                         | Aberdeen, Bilbao, Billund, Bologna, Bremen, Brest, Köln/Bonn, Bristol, Clermont-Ferrand, Genova, Gothenburg–Landvetter, Hanovra, Ljubljana, Nürnberg, Oslo–Gardermoen, Pau, Pisa, Rennes, Torino, Verona, Vigo, Zagreb, Zürich |
| Air India                                         | Delhi |
| Air Madagascar                                    | Antananarivo |
| Air Malta                                         | Malta |
| Air Mauritius                                     | Mauritius |
| Air Tahiti Nui                                    | Los Angeles, Papeete |
| Air Transat                                       | Montreal–Trudeau, Aeroportul Internațional Toronto–Pearson Sezonier: Calgary, Quebec City, Vancouver |
| airBaltic                                         | Riga |
| Alitalia                                          | Milano–Linate, Roma–Fiumicino |
| All Nippon Airways                                | Tokio–Narita |
| American Airlines                                 | Chicago–O'Hare, Dallas/Fort Worth, Miami, Aeroportul Internațional New York–JFK Sezonier: Boston |
| Arkia Israel Airlines                             | Tel Aviv–Ben Gurion Sezonier: Eilat–Ovda |
| Asiana Airlines                                   | Seul–Incheon |
| Austrian Airlines operat de Tyrolean Airways      | Viena |
| Azerbaijan Airlines                               | Baku |
| Belavia                                           | Minsk-National |
| Blue Islands                                      | Jersey |
| British Airways                                   | Londra–Heathrow |
| Bruxelles Airlines                                | Bruxelles |
| Bulgaria Air                                      | Sofia |
| Cathay Pacific                                    | Hong Kong |
| Camair-Co                                         | Douala, Yaoundé |
| China Eastern Airlines                            | Shanghai–Pudong |
| China Southern Airlines                           | Guangzhou |
| Croatia Airlines                                  | Zagreb Sezonier: Dubrovnik, Pula, Split, Zadar |
| Cyprus Airways                                    | Larnaca |
| Czech Airlines                                    | Praga |
| Delta Air Lines                                   | Atlanta, Cincinnati, Detroit, Minneapolis/St. Paul, New York–JFK, Newark, Salt Lake City, Seattle/Tacoma Sezonier: Boston, Chicago–O'Hare, Philadelphia, Pittsburgh |
| easyJet                                           | Agadir, Ajaccio, Barcelona, Bari, Bastia, Belfast–International, Biarritz, Bologna, Bristol, Budapesta, Casablanca, Catania, Copenhaga, Cracovia, Edinburgh, Fes, Glasgow–International, Lisabona, Liverpool, Londra–Luton, Madrid, Málaga, Marrakech, Milano–Malpensa, Nisa, Porto, Praga, Tangier, Toulouse, Veneția–Marco Polo, Verona Sezonier: Corfu (începând cu 5 iulie 2013), Heraklion, Ibiza, Minorca, Palma de Mallorca, Split |
| easyJet Switzerland                               | Geneva |
| Equatorial Congo Airlines operat de PrivatAir     | Brazzaville |
| EgyptAir                                          | Cairo |
| El Al                                             | Tel Aviv–Ben Gurion Sezonier: Eilat–Ovda |
| Emirates                                          | Dubai |
| Ethiopian Airlines                                | Addis Ababa |
| Etihad Airways                                    | Abu Dhabi |
| Etihad Airways operat de Air France               | Sezonier: Abu Dhabi |
| Europe Airpost                                    | Charter: Antalya, Barcelona, Bilbao, Bodrum, Dubrovnik, Faro, Fuerteventura, Funchal, Istanbul–Sabiha Gökçen, Las Palmas de Gran Canaria, Malta, Marsilia, Palma de Mallorca, Roma–Fiumicino, Split, Tangier, Tenerife–South Charter sezonier: Almería, Baghdad, Hurghada, Ibiza, Lampedusa, Málaga, Minorca, Ras al-Khaimah, Reus, Rhodos, Seville, Zakynthos |
| EVA Air                                           | Taipei–Taoyuan |
| Finnair                                           | Helsinki |
| Flybe                                             | Belfast–City, Birmingham, Cardiff, Exeter, Glasgow–International, Manchester (UK), Newcastle, Nottingham/East Midlands |
| FlyNonstop operat de Denim Air                    | Kristiansand |
| Georgian Airways                                  | Sezonier: Tbilisi |
| Germanwings                                       | Hamburg (începând cu 29 ianuarie 2014) |
| Gulf Air                                          | Bahrain |
| Iceland Express operat de Holidays Czech Airlines | Sezonier: Reykjavík–Keflavík |
| Icelandair                                        | Reykjavík–Keflavík |
| Israir Airlines                                   | Sezonier: Tel Aviv–Ben Gurion |
| Japan Airlines                                    | Tokio–Haneda, Tokio–Narita |
| Jet2.com                                          | Leeds/Bradford, Manchester |
| Kenya Airways                                     | Nairobi–Jomo Kenyatta |
| KLM                                               | Amsterdam |
| Korean Air                                        | Seul–Incheon |
| Kuwait Airways                                    | Kuwait, Roma–Fiumicino |
| LOT Polish Airlines                               | Varșovia–Chopin |
| Lufthansa                                         | Berlin–Tegel, Düsseldorf, Frankfurt, Hamburg (până la 29 ianuarie 2014), München |
| Lufthansa Regional operat de Augsburg Airways     | München (până la 26 octombrie 2013) |
| Lufthansa Regional operat de Eurowings            | Hamburg (până la 29 ianuarie 2014) |
| Lufthansa Regional operat de Lufthansa CityLine   | München |
| Luxair                                            | Luxemburg |
| Malaysia Airlines                                 | Kuala Lumpur |
| Meridiana                                         | Palermo Sezonier: Olbia |
| Middle East Airlines                              | Beirut |
| Montenegro Airlines                               | Podgorica |
| Norwegian Air Shuttle                             | Austin, Oslo, Stockholm, Boston, Denver, Fort Lauderdale, New York, Oakland, Orlando, San Francisco, Los Angeles |
| Oman Air                                          | Muscat |
| Pakistan International Airlines                   | Islamabad, Karachi, Lahore |
| Qatar Airways                                     | Doha |
| Royal Jordanian                                   | Amman–Queen Alia |
| SATA International                                | Sezonier: Ponta Delgada |
| Saudia                                            | Jeddah, Riyadh |
| Scandinavian Airlines                             | Copenhaga, Oslo–Gardermoen, Stavanger, Stockholm–Arlanda |
| Scandinavian Airlines                             | Sezonier: Helsinki |
| Singapore Airlines                                | Singapore |
| Smart Wings                                       | Ostrava, Praga |
| SriLankan Airlines                                | Colombo-Bandaranaike |
| Sun d'Or operat de El Al                          | Tel Aviv–Ben Gurion |
| SunExpress                                        | Izmir |
| Swiss International Air Lines                     | Zürich |
| Syphax Airlines                                   | Djerba, Sfax, Tunis |
| TAAG Angola Airlines                              | Luanda |
| TACV Cabo Verde Airlines                          | Sal, Sao Vicente |
| TAM Airlines                                      | Rio de Janeiro–Galeão (până la 10 august 2013), São Paulo–Guarulhos |
| TAROM                                             | București–Henri Coandă, Cluj (din 1 iulie 2018), Timișoara (din 1 iulie 2018) |
| Thai Airways International                        | Bangkok–Suvarnabhumi |
| Tunisair                                          | Djerba, Monastir |
| Turkish Airlines                                  | Istanbul–Atatürk, Istanbul–Sabiha Gökçen |
| Ukraine International Airlines                    | Kiev–Boryspil |
| United Airlines                                   | Chicago–O'Hare, Newark, San Francisco, Washington–Dulles |
| Uzbekistan Airways                                | Tashkent |
| Vietnam Airlines                                  | Hanoi, Ho Chi Minh City |
| Vueling                                           | Madrid Sezonier: Santiago de Compostela |
| WOW air                                           | Sezonier: Reykjavík–Keflavík |
| Yemenia                                           | Cairo, Sana'a |
| XL Airways France                                 | Veneția–Marco Polo Sezonier: Ajaccio, Bastia, Boa Vista, Cancún, Catania, Figari, Fort-de-France, Freeport, Ibiza, Las Vegas, Malé, Miami, Montego Bay, Mykonos, Napoli, New York–JFK, Palermo, Pescara, Pointe-à-Pitre, Puerto Plata, Punta Cana, Roma–Fiumicino, Sal, Salonic, Salvador da Bahia, Samana, San Francisco, Santorini, São Tomé, Seville, Split, Varadero |